# Brenner-vasútvonal
A Brenner-vasútvonal normál nyomtávú, 254,5 km hosszú, kétvágányú, az osztrák oldalon 15 kV, 16,7 Hz-es váltakozó árammal, az olasz oldalon 3000 V egyenárammal villamosított vasútvonal a Brenner-hágón keresztül Innsbruck és Verona között az olasz - osztrák határon át. Rendkívül forgalmas: itt halad át az Olaszország és Nyugat-Európa közötti vasúti teherforgalom jelentős része (a Gotthárd-vasút és a Lötschberg-vasút mellett). 2010-ben napi 150-200 tehervonat haladt végig rajta. A tervek szerint a 2032-től a vonal egy részét az új Brenner-bázisalagút váltja majd ki. A vonal része a transzeurópai vasúthálózat első számú vonalának.

## Története
Franz Xaver Riepl már 1836-ban egy osztrák vasúthálózat tervében előirányozta a Bajorországból Kufsteinen, Innsbruckon, a Brenner-hágón és Bolzanón keresztül Veronába vezető összeköttetést.
Az Unterinntalbahnt 1858. november 24-én nyitották meg a bajor határtól Innsbruckig. Már 1859. március 23-án megnyitották a Veronától Trentóig tartó vonalat, majd ugyanezen év május 16-án a Trentótól Bolzanóig tartó szakaszt, így teljessé vált az Adige-völgyön átvezető útvonal. Az építkezés főmérnöke Karl Etzel volt. 1859-ben a Brenneren keresztül az észak-déli összeköttetés hiányosságainak megszüntetése volt a következő nyilvánvaló lépés. Az 1854-ben elkészült Semmeringi vasút megmutatta, hogy a vasútépítés a hegyekben technikailag lehetséges.
A vasútvonalat az Osztrák-Magyar Monarchia idején, a 19. század közepén tervezték, hogy gyors és biztonságos közlekedést biztosítson Tirol és Észak-Olaszország, különösen a Lombard–Velencei Királyság között. Így nemcsak gazdasági, hanem katonai okokból is stratégiai jelentőségű volt, mivel Ausztria határozottan elkötelezett volt az Alpoktól délre fekvő határainak fenntartása mellett.
Az első megépített szakasz a Verona és Bolzano/Bozen közötti alsó szakasz volt. Ennek a szakasznak a tervét 1853. július 10-én hagyta jóvá Alois Negrelli mérnök, a Südbahn alkalmazottja, aki más alpesi vasútvonalak építéséről és a Szuezi-csatorna tervének kidolgozásáról volt ismert. A szakaszt két részletben nyitották meg: 1859. március 23-án Verona és Trento/Trient között, valamint 1859. május 16-án Trento/Trient és Bolzano/Bozen között. Ezt az építkezést a k.k. Nord- und SüdTiroler Staatsbahn (németül: "Észak- és Dél-Tiroli Államvasutak") bonyolította le, de a vállalatot 1859 elején átvette az új osztrák Déli Vasút (németül: Südbahn).
Annak ellenére, hogy a harmadik olasz függetlenségi háborúban Veneto elveszett, és ennek következtében 1866 októberében az Olaszország és Ausztria közötti határ áthelyeződött a mai Trentino és Verona határán fekvő Borghettóba, a felső szakasz Bolzano/Bozen és Innsbruck között befejezetlen maradt. Az Innsbruck és Bolzano/Bozen közötti 127 kilométeres útvonal megépítése mindössze három évig tartott. Ez a szakasz már építés alatt állt, és végül 1867. augusztus 24-én nyitották meg. A fő tervező és mérnök, Karl von Etzel 1865-ben meghalt; nem élhette meg munkája befejezését. A Semmeringi vasút után ez a Brenner-vonal volt a második hegyi vasút, amely az Osztrák-Magyar Monarchia területén épült. Ez volt az első olyan átmenő vonal is, amely átívelte az Alpokat.
A Borghettótól délre eső szakasz 1866-ban a Società per le strade ferrate dell'Alta Italia (olaszul: Felső- (Észak-) Olasz Vasutak, SFAI) része lett. 1885-ben az átszervezéskor a Società per le Strade Ferrate Meridionali (Adriai Hálózat) olvasztotta be. 1905-ben a vonal a Ferrovie dello Stato irányítása alá került.
1919-ben a Saint-Germain-en-Laye-i szerződés értelmében Olaszország megszerezte Trentino-Dél-Tirolt, és az osztrák-olasz határ a Brennerhez került. A Trento/Trient és Brenner közötti szakaszt ezt követően 1929 és 1934 között 3700 V-os, háromfázisú, 16,7 Hz-es frekvencián villamosították. 1965. május 30-án a villamosítást 3000 V-os egyenáramra állították át.
A tervezett Brenner-bázisalagút előkészítéseként 1994-ben elkészült az innsbrucki elkerülő út, hogy javítsa az Alsó-Inn-völgyi vasútvonal megközelíthetőségét. Az elkerülő út egy 12,75 kilométeres alagútból áll (Ausztria leghosszabb alagútja), és célja, hogy a tehervonatforgalom nagy részét kivonja Innsbruckból. Olaszországban több új szakasz épült, több rövid, kis keresztmetszetű alagúttal rendelkező vonalszakaszokat távolítottak el. Ezek közé tartozik az 1994-ben megnyitott 13 159 méter hosszú Sciliar-alagút, az 1999-ben megnyitott 7267 méter hosszú Pflersch-alagút és az 1998-ban megnyitott 3939 méter hosszú Cardano-alagút.

## A Jövő
A Brenner-hágón átmenő (nagyrészt közúti) teherforgalom erőteljes növekedését követően a vasút kapacitása jelenleg nem tekinthető elegendőnek. Ráadásul a meredek emelkedők, a szűk sugarú ívek és az Ausztriában és Olaszországban használt két különböző villamosítási rendszer miatt a Brennerben mozdonycserére van szükség, ami azt jelenti, hogy az átlagos utazási sebesség alacsony. Ezen okok miatt egy új vonal létrehozását tervezik Veronától Innsbruckon keresztül Münchenig. A projekt középpontjában egy 55 kilométer hosszú alagút áll Franzensfeste és Innsbruck között, amely a Brenner-bázisalagút nevet viseli.

## Képgaléria

Vonatok a Brenner-vasútvonalon
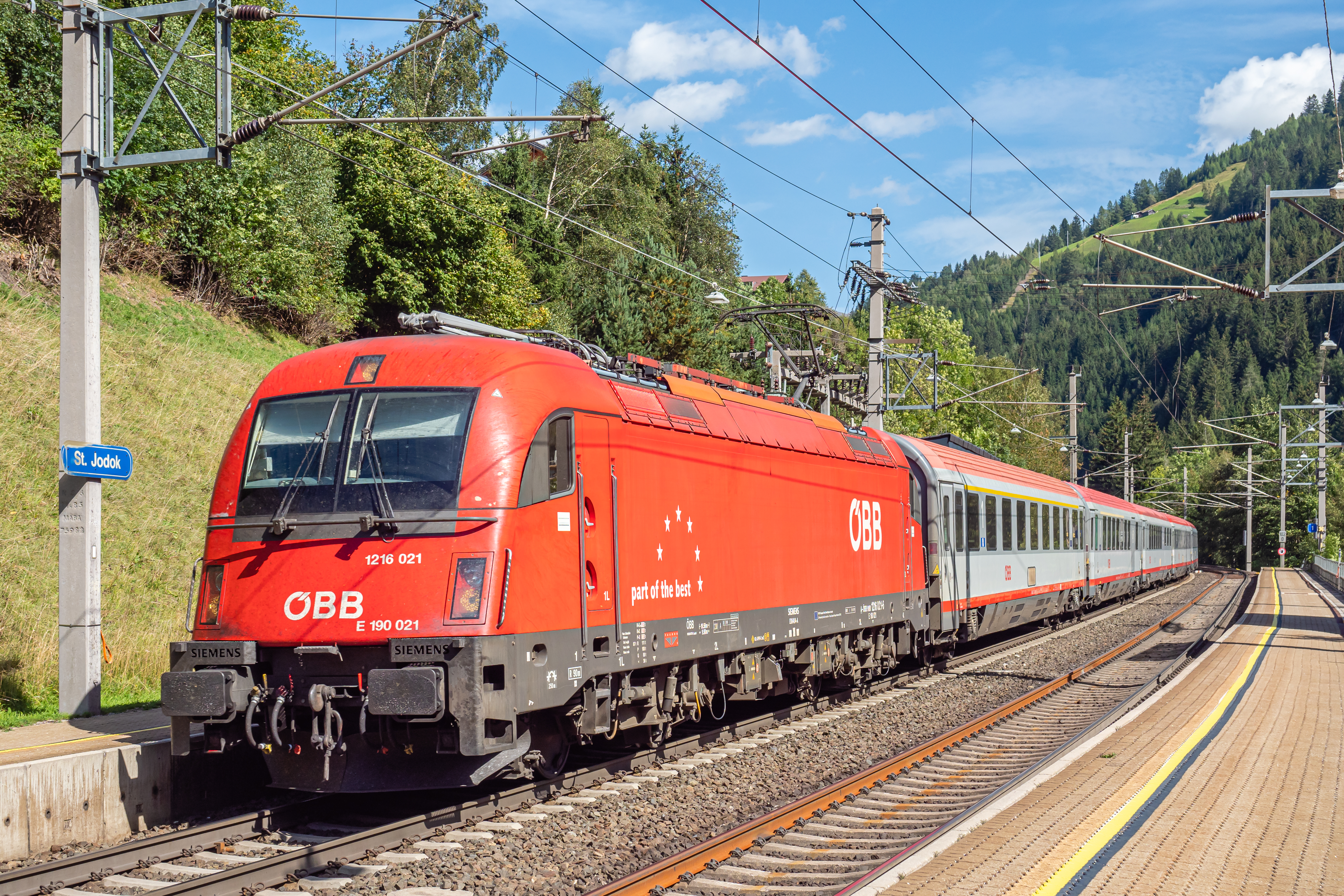
Egy ÖBB EuroSprinter a vonalon
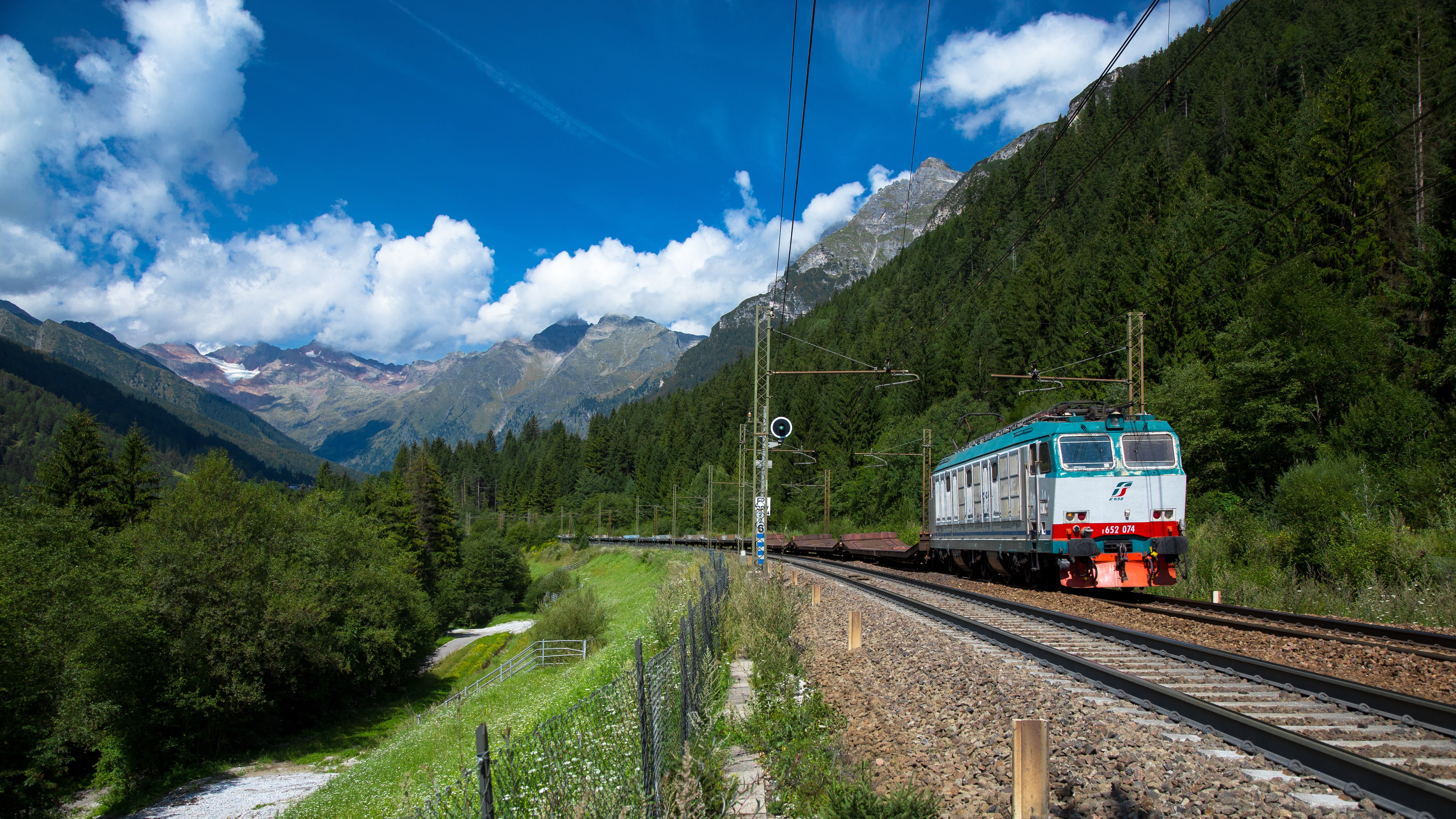
Egy FS E632 sorozat a vonalon
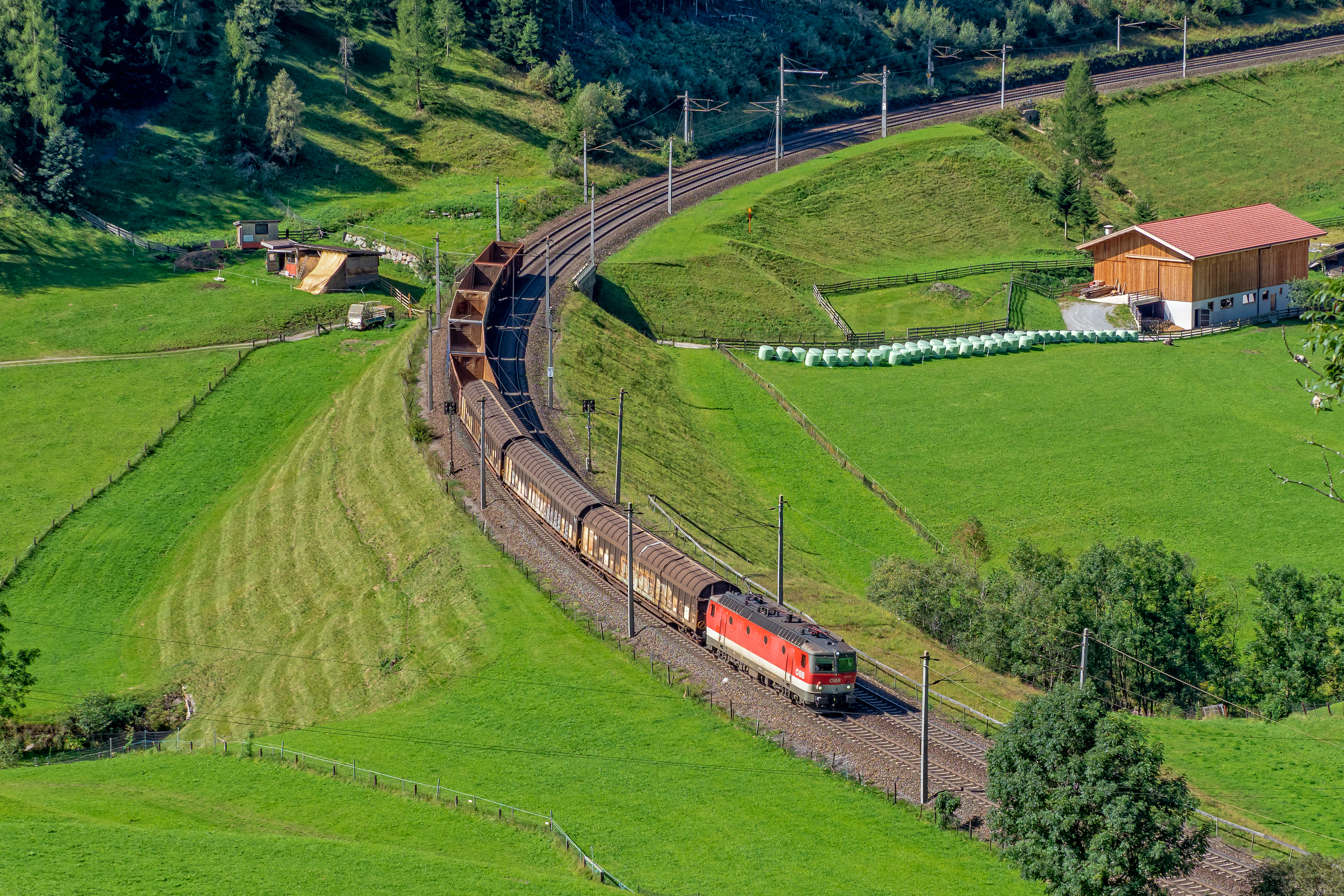
Egy ÖBB 1044 sorozat a vonalon
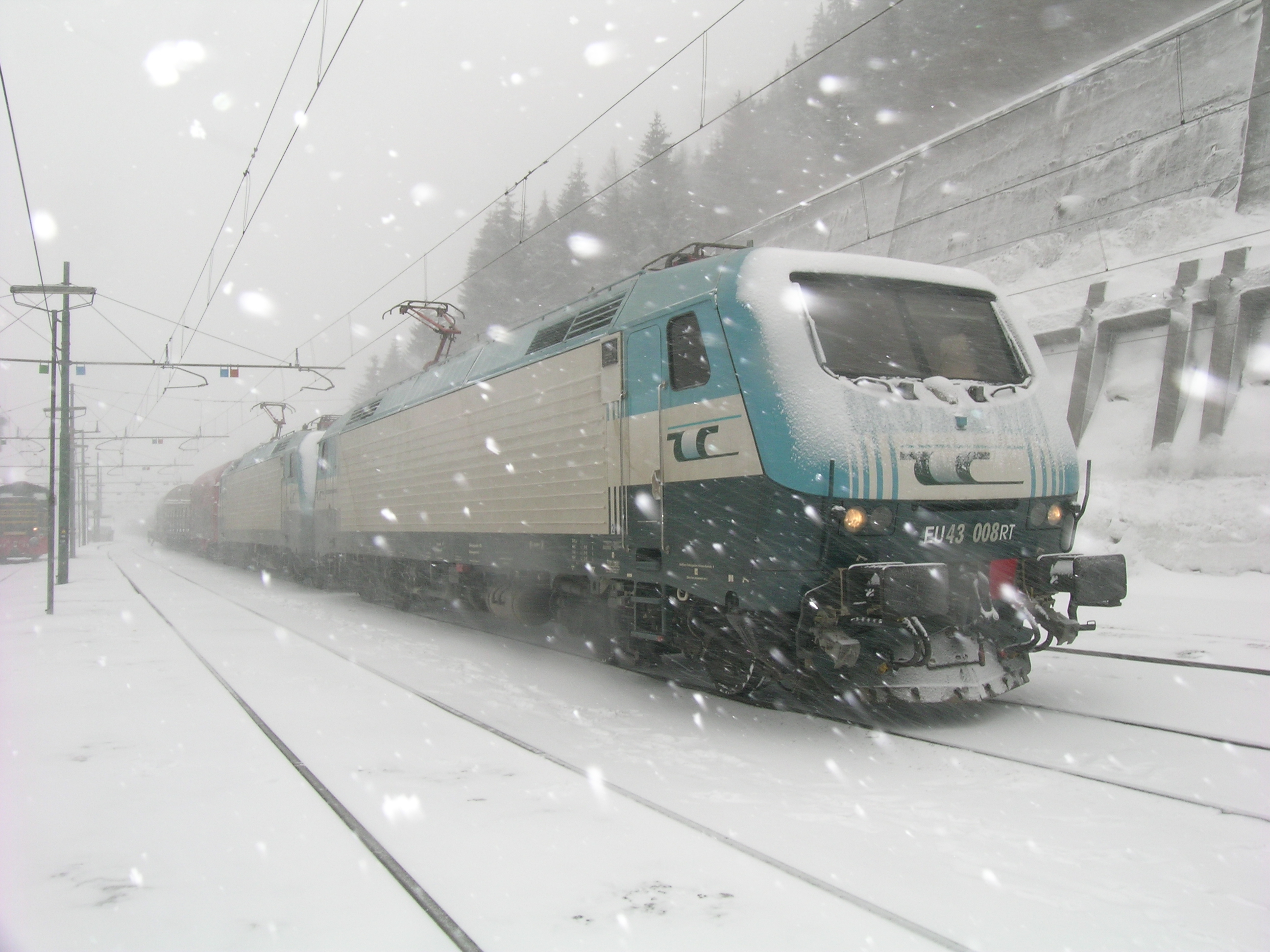
FS E412 sorozat a vonalon